# 楊軻
杨轲（?—?），十六国时天水郡（今甘肃省甘谷县东）人。
杨轲年轻时喜欢《易经》，长大后而不娶妻。学业非常精微，收徒数百人。陋衣粗食，悠然自得。刘曜征召他为太常，杨轲固辞不就，拒不出仕。隐居在陇山。后赵时，石虎强迫他到邺城，见到石虎不拜。后杨轲上疏陈奏思乡之情，求回到故乡。石虎礼送他回到秦州，杨轲继续教授学业。后避乱凉州，途中被乱军所杀。

## 延伸阅读
[在维基数据编辑]
 《晉書·卷094》，出自房玄齡《晉書》